# Nea Nemea
Nea Nemea  este un oraș în Grecia în prefectura Corintia.